# Davide Zappacosta
Davide Zappacosta (ur. 11 czerwca 1992 w Sorze) – włoski piłkarz występujący na pozycji obrońcy we włoskim klubie Atalanta BC. W latach 2016–2018 reprezentant Włoch. 
Wychowanek Sory, w trakcie swojej kariery grał także w takich zespołach, jak Isola Liri, Avellino, Torino, Chelsea, Roma oraz Genoa